# ファルシェーピング
ファルシェーピング（スウェーデン語: Falköping）は、スウェーデンのヴェストラ・イェータランド県にある都市で、ファルシェーピング市の市庁所在地である。人口は1万6350人（2010年）。ファールシェーピングなどとも表記される。

## 歴史

紋章

15世紀に市制施行された可能性が高いが、それ以前にも12世紀に聖オーラヴをまつる教会が建てられてから、巡礼者でにぎわっていた。
16世紀の北方七年戦争で市街は壊滅したが、王国でもっとも小さい都市のひとつとして生きながらえた。

## 地理

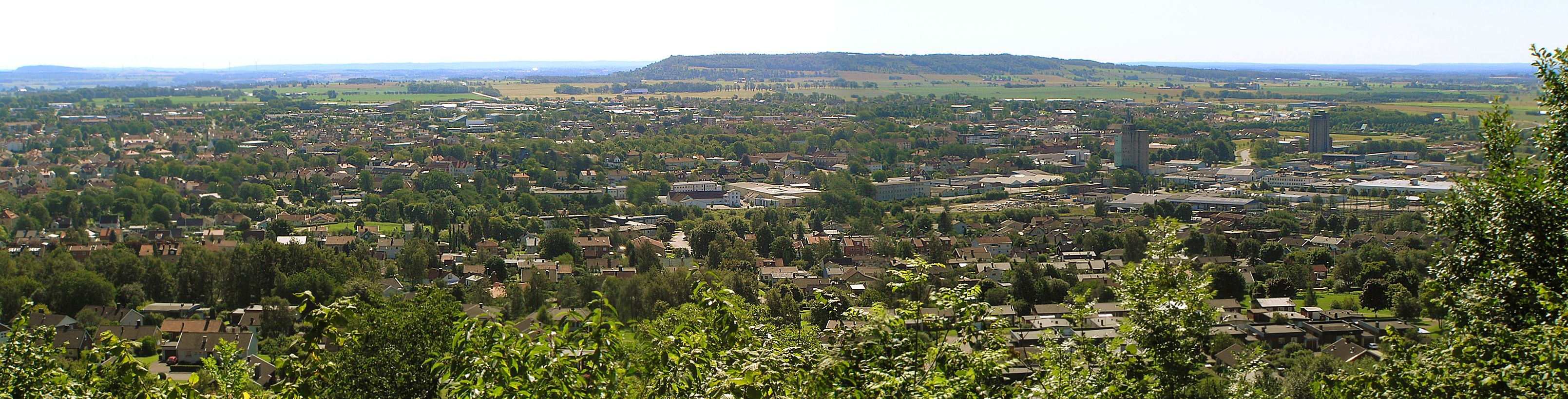
メセ山から市街を望む。背後にはオーレ山が見える

ストックホルムとヨーテボリを結ぶヴェストラ・スタンバナン線が、当地を起点にネシェーまで延びる路線に接続している。
市街は地域のサービスセンターといった程度で、工業都市ではない。

## スポーツ
サッカーのファルシェーピングスFKの本拠地。